# Elmer Boeseke
Elmer Boeseke   (Santa Barbara, 5 d'agost de 1895 - Salt Lake City, 17 d'octubre de 1963) va ser un jugador de polo estatunidenc que va competir durant la dècada de 1920.
El 1924 va prendre part en els Jocs Olímpics de París, on guanyà la medalla de plata en la competició de polo. Boeseke compartí equip amb Tommy Hitchcock, Jr., Frederick Roe, Rodman Wanamaker.